# Lekkoatletyka na Letnich Igrzyskach Olimpijskich 1956 – chód na 20 km mężczyzn
Chód na 20 kilometrów mężczyzn podczas XVI Letnich Igrzysk Olimpijskich w Melbourne rozegrano 28 listopada 1956 o 14:50. Start i meta biegu znajdowały się na stadionie Melbourne Cricket Ground. Zwycięzcą został reprezentant Związku Radzieckiego Leonid Spirin. Konkurencję tę rozegrano po raz pierwszy na igrzyskach olimpijskich, zastąpiła ona chód na 10 000 metrów.

## Rekordy

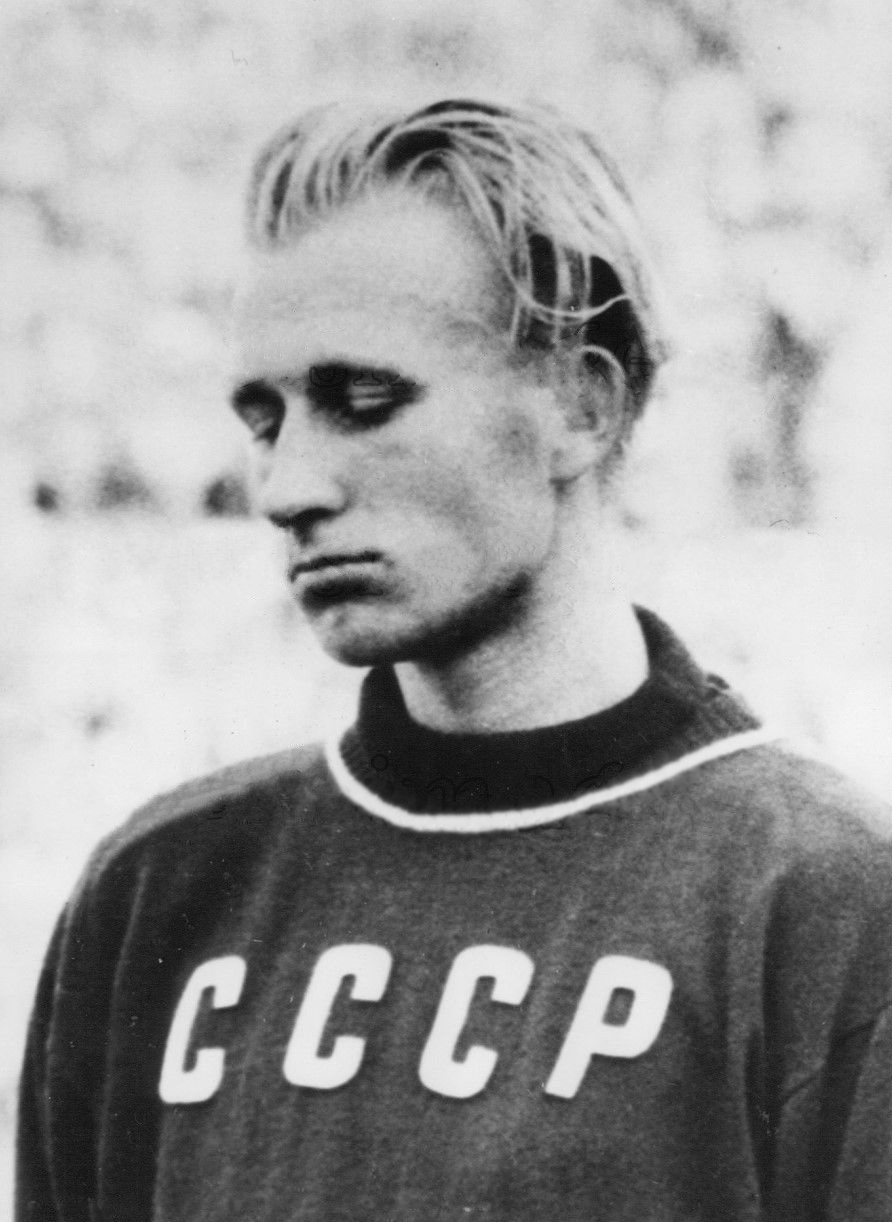
Bruno Junk

|               | Zawodnik      | Narodowość     | Czas    | Data              | Miejsce |
| ------------- | ------------- | -------------- | ------- | ----------------- | ------- |
| Rekord świata | Josef Doležal | Czechosłowacja | 1:30:00 | 27 maja 1956(dts) | Praga   |

## Wyniki
| Poz. - pozycja |
| – rekord świata \| – rekord krajowy \| – rekord życiowy \| = – wyrównany rekord życiowy \| · – najlepszy wynik w sezonie \| = – wyrównany najlepszy wynik w sezonie \| – rekord olimpijski |
| Fn – falstart \| DNF – nie ukończył \| DNS – nie wystartował \| DSQ – zdyskwalifikowany |

### Finał
| Poz. | Zawodnik              | Narodowość        | Rezultat  | Uwagi |
| ---- | --------------------- | ----------------- | --------- | ----- |
| 1    | Leonid Spirin         | ZSRR              | 1:31:27,4 | [ 2 ] |
| 2    | Antanas Mikėnas       | ZSRR              | 1:32:03,0 |       |
| 3    | Bruno Junk            | ZSRR              | 1:32:12,0 |       |
| 4    | John Ljunggren        | Szwecja           | 1:32:24,0 |       |
| 5    | Stan Vickers          | Wielka Brytania   | 1:32:34,2 |       |
| 6    | Donald Keane          | Australia         | 1:33:52,0 |       |
| 7    | George Coleman        | Wielka Brytania   | 1:34:01,8 |       |
| 8    | Roland Hardy          | Wielka Brytania   | 1:34:40,4 |       |
| 9    | Giuseppe Dordoni      | Włochy            | 1:35:00,4 |       |
| 10   | Ted Allsopp           | Australia         | 1:35:43,0 |       |
| 11   | Abdon Pamich          | Włochy            | 1:36:03,6 |       |
| 12   | Henry Laskau          | Stany Zjednoczone | 1:38:46,8 |       |
| 13   | Ronald Crawford       | Australia         | 1:39:35,0 |       |
| 14   | Dumitru Paraschivescu | Rumunia           | 1:39:57,4 |       |
| 15   | Ion Barbu             | Rumunia           | 1:41:37,8 |       |
| 16   | Bruce MacDonald       | Stany Zjednoczone | 2:40:53   |       |
| 17   | James Hewson          | Stany Zjednoczone | 1:46:24,8 |       |
| –    | Josef Doležal         | Czechosłowacja    | DSQ       |       |
| –    | Lars Hindmar          | Szwecja           | DSQ       |       |
| –    | Dieter Lindner        | Niemcy            | DSQ       |       |
| –    | Alex Oakley           | Kanada            | DSQ       |       |
| –    | Gilbert Marquis       | Szwajcaria        | DNS       |       |
| –    | Gabriel Reymond       | Szwajcaria        | DNS       |       |
| –    | Milan Skřont          | Czechosłowacja    | DNS       |       |